# The Church
I The Church sono un gruppo musicale rock psichedelico australiano, formatosi a Sydney nel 1978.

## Storia dei Church
Esordiscono nel 1980 con il singolo She Never Said. L'anno successivo pubblicano per il mercato australiano, il loro primo album intitolato Of Skins and Heart trainato dai singoli The Ungarded Moment, Too Fast for You e Tear It All Away, che a breve distanza viene pubblicato anche in Europa con il titolo di The Church.
La band propone un rock neopsichedelico con venature pop, sull'onda di analoghe neonate formazioni come R.E.M., Rain Parade, Green on Red, The Dream Syndicate, Game Theory, The Triffids, Three O'Clock, Plimsouls, Hoodoo Gurus, The Long Ryders, genere che si stava affermando nello scenario rock di quegli anni.
Il sound dei Church, tuttavia, si contraddistingue per le forti tonalità visionarie che, coi successivi album The Blurred Crusade (del 1982), Seance (del 1983) e Remote Luxury (del 1984), trovano la loro piena espressione.
Ma è con Heyday (del 1985) e Starfish (del 1988), che Steve Kilbey, Marty Willson-Piper, Peter Koppes e Richard Ploog sfiorano il successo mondiale, grazie a un rock che si fa più sostenuto e corposo e strizza l'occhio anche a sonorità più radiofoniche.
Il singolo Under the Milky Way con le sue atmosfere agrodolci e arpeggi di chitarra che richiamano atmosfere irreali, rimane il loro brano più conosciuto, grazie anche ad un videoclip promozionale in assidua rotazione sulle televisioni musicali più note di quel periodo.
Il sound dei Church negli anni 90 si è sviluppato percorrendo nuove strade, pur mantenendo una coerenza stilistica di base, senza però ottenere il successo precedente. Si è accentuato l'uso dell'elettronica soprattutto negli album come Priest=Aura e Sometime Anywhere.
Sono invece arrivati ad una buona mediazione tra il loro sound degli anni ottanta e la sperimentazione dei novanta nei lavori prodotti dopo il 2000: After Everything Now This, Forget Yourself e Uninvited, Like the Clouds, i tre dischi forse più completi e maturi che la band australiana abbia mai prodotto.
I componenti del gruppo hanno affiancato un'intensa carriera solista e di progetti paralleli. Si segnalano gli Hex e i Jack Frost di Kilbey, i Well di Koppes.
Il 17 ottobre 2014 esce il 25º album in studio intitolato "Further/Deeper", registrato in soli otto giorni alla fine del 2013. L'album segna l'ingresso nella band del chitarrista Ian Haug al posto di Marty Wilson Piper che, secondo Kilbey, si era dichiarato non disponibile per l'incisione di un nuovo disco e relativo tour.

## Formazione

### Formazione attuale
- Steve Kilbey - voce solista, chitarra basso, tastiere, chitarra (1980-oggi)
- Peter Koppes - chitarre, tastiere, voce (1980-1992, 1997-oggi)
- Tim Powles - batteria, percussioni, voce, chitarra (1994-oggi)
- Ian Haug - chitarre, voce (2013-oggi)

### Componenti precedenti
- Nick Ward - batteria, percussioni, cori (1980-1981)
- Richard Ploog - batteria, percussioni (1981-1990)
- Jay Dee Daugherty - batteria, percussioni (1990-1993)
- Marty Willson-Piper - chitarra, voce, chitarra basso (1980–2013)

## Discografia
- 1981 - Of Skins and Heart/The Church
- 1982 - The Blurred Crusade
- 1983 - Seance
- 1984 - Remote Luxury
- 1985 - Heyday
- 1988 - Starfish
- 1990 - Gold Afternoon Fix
- 1992 - Priest=Aura
- 1994 - Sometime Anywhere
- 1996 - Magician Among the Spirits
- 1998 - Hologram of Baal
- 1999 - A Box of Birds
- 2001 - After Everything Now This
- 2002 - Parallel Universe
- 2003 - Forget Yourself
- 2004 - Beside Yourself
- 2004 - Jammed
- 2005 - El Momento Descuidado
- 2005 - Back With Two Beasts
- 2006 - Uninvited, Like the Clouds
- 2007 - El Momento Siguiente
- 2009 - Untitled #23
- 2014 - Further/Deeper
- 2017 - Man Woman Life Death Infinity
- 2023 - The Hypnogogue